# Anatoliy Konkov
Anatoliy Dmytrovych Konkov (Khrustalnyi, 19 de setembro de 1949 – 4 de outubro de 2024) foi um treinador e futebolista soviético, que atuava como meia.

## Carreira
Anatoliy Konkov fez parte do elenco da Seleção Soviética de Futebol, da Euro de 1972.

## Morte
Konkov morreu no dia 4 de outubro de 2024, aos 75 anos.